# Ockelbo község
Ockelbo község (svédül: Ockelbo kommun) Svédország 290 községének egyike. 
A mai község 1971-ben jött létre.

## Települései
A községben 13 település található:
| Település       | Népesség | Megjegyzés         |
| --------------- | -------- | ------------------ |
| Ockelbo         |          | a község székhelye |
| Jädraås         |          |                    |
| Lingbo          |          |                    |
| Åmot            |          |                    |
| Gammelfäbodarna |          |                    |
| Mo              |          |                    |
| Norrbo          |          |                    |
| Stenbäcken      |          |                    |
| Svartsbo        |          |                    |
| Tomtnäs         |          |                    |
| Ulvsta          |          |                    |
| Åbyggeby        |          |                    |
| Östby           |          |                    |

### Külső hivatkozások
- Hivatalos honlap